# Callaspidia westwoodi
Callaspidia westwoodi är en stekelart som beskrevs av Anders Gustav Dahlbom 1842. Callaspidia westwoodi ingår i släktet Callaspidia, och familjen glattsteklar. Arten är reproducerande i Sverige.